# Kuttusaari (ö i Tammerfors, lat 61,53, long 24,12)
Kuttusaari är en ö i Finland. Den ligger i sjön Vesijärvi och i kommunen Kangasala i den ekonomiska regionen Tammerfors och landskapet Birkaland, i den södra delen av landet, 160 km norr om huvudstaden Helsingfors. Öns area är 2 hektar och dess största längd är 380 meter i sydöst-nordvästlig riktning.